# Tensasi-mine
Tensasi-mine är en bergstopp i Antarktis. Den ligger i Östantarktis. Norge gör anspråk på området. Toppen på Tensasi-mine är 1 267 meter över havet.
Terrängen runt Tensasi-mine är varierad. Trakten är obefolkad. Det finns inga samhällen i närheten. 